# مقاطعة كارتر (ميزوري)
مقاطعة كارتر (بالإنجليزية: Carter County)‏ هي إحدى المقاطعات في ولاية ميزوري في الولايات المتحدة الأمريكية.

## أعلام
- أوسكار جونز